# Cantone di Perthes
Il Cantone di Perthes era una divisione amministrativa dell'arrondissement di Melun.
È stato soppresso a seguito della riforma complessiva dei cantoni del 2014, che è entrata in vigore con le elezioni dipartimentali del 2015.
Comprendeva i comuni di:
- Arbonne-la-Forêt
- Barbizon
- Boissise-le-Roi
- Cély-en-Bière
- Chailly-en-Bière
- Dammarie-les-Lys
- Fleury-en-Bière
- Perthes
- Pringy
- Saint-Fargeau-Ponthierry
- Saint-Germain-sur-École
- Saint-Martin-en-Bière
- Saint-Sauveur-sur-École
- Villiers-en-Bière